# Prototrochus geminiradiatus
Prototrochus geminiradiatus is een zeekomkommer uit de familie Myriotrochidae.
De wetenschappelijke naam van de soort werd in 1972 gepubliceerd door L. v. Salvini-Plawen.